# Víctor Borja
Víctor Hugo Borja Morca (Guadalajara, 18 luglio 1912 – Città del Messico, 8 novembre 1954) è stato un cestista messicano.

## Carriera
Ha vinto la medaglia di bronzo con il Messico alle Olimpiadi di Berlino 1936, giocando sette partite.